# Erendira pictithorax
Erendira pictithorax is een spinnensoort uit de familie van de loopspinnen (Corinnidae).
De wetenschappelijke naam van de soort werd in 1955 als Megalostrata pictithorax gepubliceerd door Lodovico di Caporiacco.